# Pseudoracelopus
Pseudoracelopus là một chi rêu trong họ Polytrichaceae.